# Mayfield, Kansas
Mayfield är en ort i Sumner County i Kansas. Vid 2010 års folkräkning hade Mayfield 113 invånare.